# Thierry Ier
Pour les articles homonymes, voir Thierry Ier et Thierry.
Thierry Ier, né entre 485 et 490 et mort en 534, est le fils aîné du roi des Francs Clovis. Lors du partage du royaume des Francs qui suit la mort de son père, en 511, il hérite du Nord-Est et de l'Auvergne et de l'Austrasie, avec Metz pour capitale.
Il est également appelé Théodoric ; Theudoricus en latin, Theuderich ou Theutric en vieux-francique, de theut « peuple » et ric « chef, puissant », soit « chef du peuple » ou « puissant dans le peuple ».

## Origines
La mère de Thierry n'est pas nommée par Grégoire de Tours qui, parlant de Clovis et de Clotilde, se contente de dire : « Il se l'associa par le mariage alors qu'il avait déjà d'une concubine un fils nommé Thierry. ». Le consensus historique se fait aujourd'hui à peu près unanimement sur l'hypothèse raisonnable qu'elle serait une princesse franque rhénane. La mère de Thierry est en réalité une épouse dite « de second rang », considérée comme « gage de paix » (friedelehen). Cette union a souvent été interprétée à tort comme un concubinage par les historiens romains chrétiens qui ne connaissaient pas les mœurs des structures familiales polygamiques germaniques, sans mariage public. Cette ascendance peut expliquer qu'il obtient en 511, outre les terres aquitaines qu'il a conquises, l'espace oriental du Regnum Francorum qui recouvre l'ancien royaume de Cologne. Des auteurs parlent d'Evochilde,.

## Le royaume de Thierry

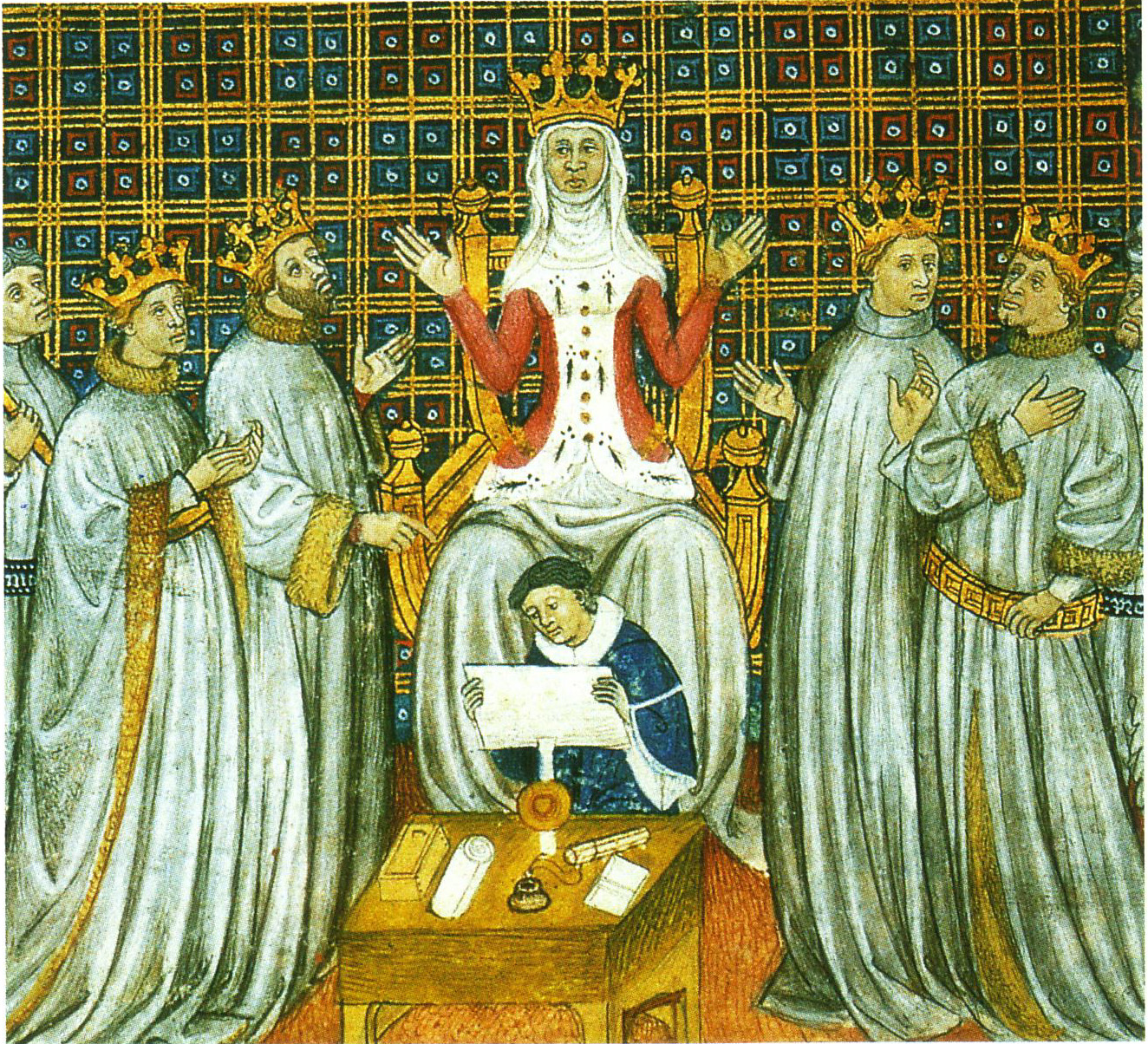
Partage du royaume franc entre les quatre fils de Clovis. Grandes Chroniques de saint-Denis. Toulouse, bibliothèque municipale, France.

À la mort de Clovis, et selon la coutume germanique de la tanistrie, le fils aîné, c'est-à-dire Thierry, devrait recevoir le titre de rex Francorum pour l'ensemble des territoires de son père. Mais étant issu d’un mariage de second rang, il ne peut prétendre régner à la place des fils de Clotilde. Cependant, les enfants issus des différents mariages sont tous égaux en matière de succession : « on appelle fils de roi ceux qui ont été procréés par des rois sans tenir compte désormais de la famille des femmes ».
Dans le partage de 511, bien que les sources insistent sur le caractère égalitaire des lots, en raison du droit de la mère (Mutterrecht), Thierry obtint « la part du lion », comme dit Eugen Ewig (de l’Institut historique allemand et de l’Académie des inscriptions et belles-lettres). L'explication de cette apparente inégalité pourtant équitable vient du "droit de la mère" (Mutterrecht). En effet, il était coutume d'attribuer aux différentes reines, pour leurs fils, une portion de royaume en tenant « la balance égale ». Clovis ayant eu deux épouses, le royaume est d'abord divisé en deux avant d'être partagé entre les fils de chaque épouse. L'aîné, Thierry, fils de la première épouse, est donc largement avantagé en recevant le royaume de Reims. 
Son état séparé comprend l'ancienne Belgique première (avec Trèves), une partie de la Belgique seconde (avec Reims et Châlons), les deux Germanies (avec Cologne et Mayence) et, par-delà, une large ouverture sur les territoires alamans sur lesquels les Francs, depuis les campagnes de Clovis et la chute du royaume de Cologne, exercèrent une sorte de protectorat. Au nord, l’ancienne cité de Tongres parut constituer une sorte de zone-tampon où l’influence des Francs rencontra celle des Thuringiens et probablement celle des Warnes. S’y ajoutent l’Auvergne et une frange orientale de l’Aquitaine, conquises par Thierry pour son père lors de la guerre contre les Wisigoths en 507/508, avec les cités de Clermont, Le Puy, Cahors, Albi, Rodez, sans doute Limoges, peut-être Javols.
À la mort de Clodomir (524), que Thierry accompagne dans une guerre contre le roi burgonde Godomar III, le partage secondaire entre les frères survivants lui laisse en plus les cités d'Auxerre et de Troyes et la moitié de celle de Sens.

Division de la Gaule en 511. Le royaume de Thierry est en bleu.

Le royaume de Thierry se compose ainsi de deux ensembles de cités, très contrastés, seulement séparés par un corridor formé des cités de Bourges et de Nevers : d’une part, un ensemble qu'on peut appeler « rhéno-mosellan » auquel on donnera avant la fin du siècle le nom d’Austrasie et qui, pour l’instant, se prolonge jusque dans le sud du Bassin parisien ; d’autre part, un groupe « aquitain » qui couvre largement le Massif central et atteint pratiquement le Rhône.
Cette géographie politique peut donner un sentiment d’extravagance en ce qu’elle associe des terres encore sauvages (ou du moins beaucoup moins romanisées que le reste de la Gaule), chrétiennes certes, mais où l'on découvre par exemple des indices de sacrifices humains, et des cités de vieille et forte tradition gallo-romaine. Elle est pourtant d’une extrême importance car elle permettra en trois ou quatre générations l’unification culturelle des territoires francs.

## La personnalité du roi
La personnalité de Thierry est peu connue. On est ici, comme en d'autres cas, tributaires de Grégoire de Tours qui brosse, à travers ses anecdotes, le portrait d'un guerrier brutal et cynique, exemple parfait du Mérovingien « grand enfant vicieux » selon le mot de Robert Latouche.
Ainsi, au cours d'une campagne contre les Thuringiens, Thierry envisage de se débarrasser de son frère Clotaire qui est pourtant son allié. Il poste donc des assassins sur son passage. Mais leurs pieds dépassent sous le rideau derrière lequel il les avait fort mal camouflés. Clotaire s'en aperçoit et entre dans une fureur que son frère qui fait semblant de n'être au courant de rien ne parvient à calmer qu'en lui faisant cadeau d'un plat en argent somptueux. Clotaire à peine parti, Thierry lui envoie le fils de son union avec sa première femme Eustère, Thibert, morte prématurément peu après sa naissance. Il a pour mission de se débrouiller pour ramener le plat, en se le faisant offrir en cadeau à son tour. « Pour faire des tours de ce genre, Thierry était très malin », commente Grégoire.
On entrevoit donc un Thierry qui semble avoir plus de relief que ses frères.

### Thierry et l'Austrasie

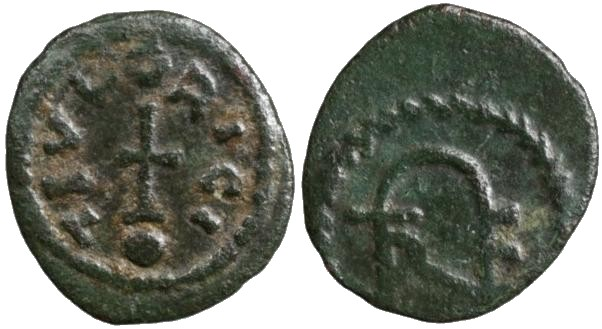
Monnaie de bronze de Thierry Ier. BNF, monnaies, médailles et antiques.

Thierry s'intéresse à son royaume. Il installe probablement sa capitale à Reims, proche de celles de ses frères. La Chronique de Frédégaire, écrite au siècle suivant, la place à Metz, mais c'est sans doute par anachronisme. Des indices indiquent que le roi avait une préférence pour Trèves. Néanmoins, il rejoint son père lorsque celui-ci fait de Paris sa capitale pour parfaire son imitation du cérémonial impérial romain, après avoir été acclamé consul et Auguste à Tours en 508.
La vieille cité impériale a été ruinée par les assauts incessants des Francs au Ve siècle, dépeuplée par l'exode de la population romaine. L'impression prévaut chez les historiens que la situation s'y est brutalement dégradée vers la fin du Ve siècle et que c'est sous le règne de Clovis que toute cette région atteint un très faible degré de civilisation. Thierry veut remédier à cette situation et comprend qu'il n'y parviendra qu'en s'aidant de cadres gallo-romains. C'est lui qui nomme à l'évêché de Trèves Nizier, un ancien moine qu'Eugen Ewig croit originaire du Limousin. Nizier est un personnage énergique, organisateur et bâtisseur, peu porté aux concessions. Au cours de son long épiscopat, il est une espèce de directeur de conscience pour le roi, puis pour son fils Thibert; il joue probablement un rôle de premier plan dans l'entourage royal et redonne à sa cité un lustre certain. La crypte mérovingienne de Saint-Maximin est certainement son œuvre. Il est impossible de dire si sa construction remonte à Thierry ou seulement à Thibert, mais il est évident qu'elle n'a pas pu être entreprise sans le soutien du roi.
Lors de sa première intervention en Auvergne, Thierry ramène avec lui, mi-otages, des jeunes gens issus de l'aristocratie locale pour en faire des membres de sa cour et des clercs pour l'église de Trèves. On en connaît au moins un : Gallus, grand-oncle de Grégoire de Tours, dont il fera plus tard un évêque de Clermont. Simple diacre, il paraît avoir suivi la cour de Thierry dans ses déplacements. Grégoire nous raconte qu'un jour, accompagnant le roi à Cologne, il voit là un temple « où les barbares du voisinage venaient faire des sacrifices et se gorger de viande et de vin jusqu'à en vomir… Ils y déposaient des représentations de membres humains qu'ils sculptaient en bois quand quelque partie de leur corps était atteinte par la maladie ». Gallus, accompagné d'un autre clerc, met le feu au temple désert, mais, alertés par la fumée, les païens découvrent l'incendiaire et lui courent après, l'épée à la main. Gallus parvient à se réfugier auprès du roi qui, apprenant ce qui s'est passé, apaise les poursuivants. Ce récit édifiant prend sous la plume de Grégoire une saveur toute martinienne, mais il doit contenir un fond de vérité : Gallus – auprès de qui Grégoire avait séjourné durant ses années de formation – racontait, paraît-il, souvent l'histoire en regrettant avec des larmes qu'il ne fût pas mort martyr dans l'affaire. Ce texte laisse penser que Thierry a, sinon entrepris avec méthode, du moins favorisé la christianisation des Francs rhénans.

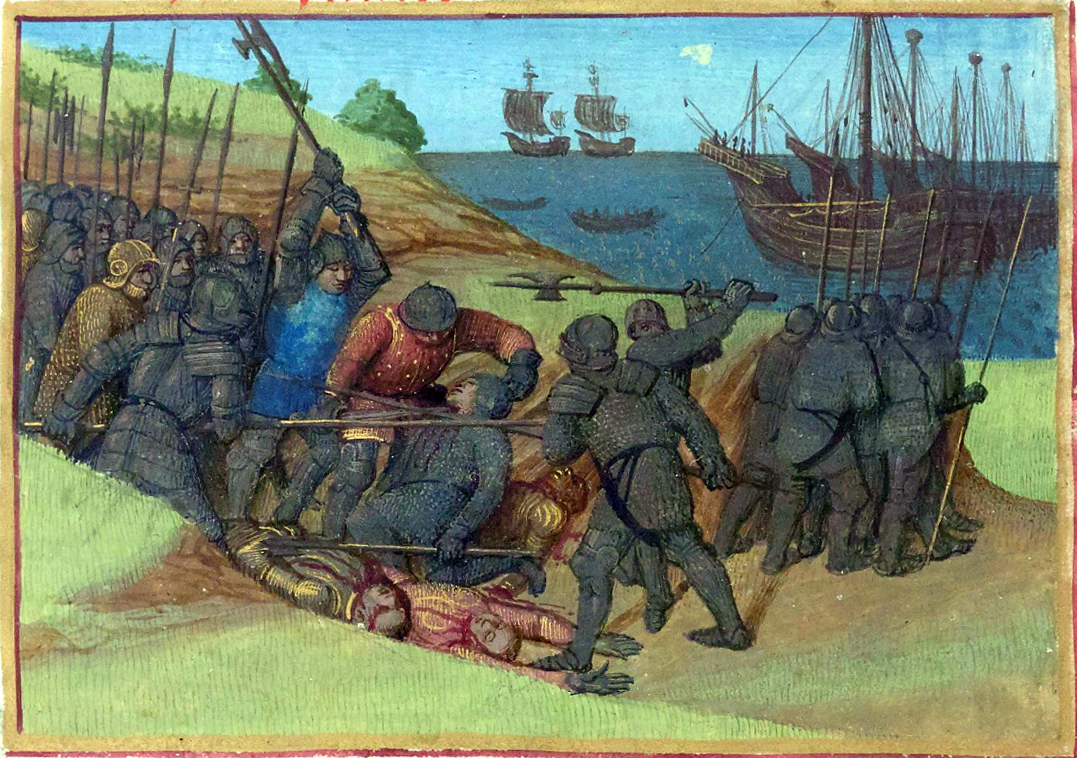
Bataille entre Francs et Danois en 515. L'armée de Théoderic, conduite par son propre fils Thibert, arrête les envahisseurs danois et les met en fuite. À l'horizon, deux navires ont déjà pris le large. Jean Fouquet, Grandes Chroniques de France. Paris, Bnf.

En 515, les Danois envahissent la Gaule et ravagent une partie du royaume de Thierry tout en faisant les habitants prisonniers. Après avoir rempli leurs navires pour rentrer chez eux, les Danois mettent toutes voiles dehors. Comptant s'embarquer en dernier, Chlochilaïc, roi des Danois, est attaqué par Thibert que Thierry, ayant été averti que des étrangers pillent son royaume, a envoyé pour combattre les envahisseurs. Grâce à une puissante armée, les Francs tuent le roi Chlochilaïc, et récupèrent tout le butin volé par les Danois après une bataille navale. Le royaume de Thierry étant peu maritime, il se peut qu'il n'ait pas eu de flotte, et qu'il s'agisse d'une formulation pour expliquer que les troupes combattaient des marins. Au VIIIe siècle, des récits racontent comment le géant danois Hygelac périt au combat. Une légende affirme que ses os étaient encore visibles dans une île des bouches du Rhin.

## Thierry et la Germanie
L'horizon politique est la Germanie.
Les Alamans, défaits militairement au temps de Clovis, affaiblis sans doute par une forte émigration en Rhétie et dans les confins septentrionaux du royaume Ostrogoth[réf. nécessaire], sont peu mentionnés. Ils fourniront plus tard des guerriers à Thibert pour ses campagnes italiennes, mais personne ne songe encore à les intégrer dans le Royaume des Francs.

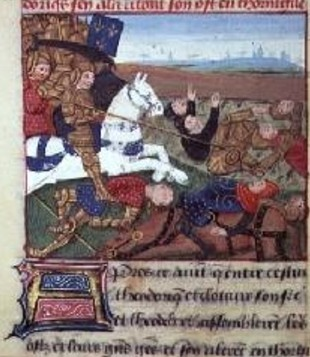
Théodoric (487-534) en Thuringe. Chroniques des Rois de France, XVe siècle. Musée Condé, Chantilly.

En revanche, les Thuringiens dont le vaste territoire s'étend au nord-est des Alamans sont le centre d'intérêt. L'histoire, encombrée de légendes[réf. nécessaire], est difficile à suivre. Selon Grégoire de Tours, le royaume serait partagé entre trois frères qu'il nomme Badericus, Herminefredus (Hermanfred) et Bertharius (Berthaire ou Berthier), fils d'un Bessinus dans lequel on peut reconnaître le Basin de la tradition franque[réf. nécessaire], auprès duquel se serait réfugié Childéric exilé et dont l'épouse infidèle allait devenir la mère de Clovis. Apparemment les Thuringiens pratiquaient un système de Reichteilung[Quoi ?] analogue à celui des Francs, mais la grande longévité qu'il faudrait attribuer à Basin fait chronologiquement problème, divers auteurs[Qui ?] supposent donc l'existence d'un Basin Ier et d'un Basin II.
Ce qui est sûr, c'est qu'Hermanfred avait pour épouse une nièce de Théodoric, Amalaberge. Selon Grégoire, Hermanfred tue Berthaire, mais pour venir à bout de Badericus, il fait appel à son voisin de l'ouest Thierry en lui promettant la moitié de son royaume. Victorieux, il se hâte d'oublier sa promesse. Le roi franc, soutenu et accompagné par son frère Clotaire, engage alors une seconde campagne. Les Thuringiens de Hermanfred sont complètement défaits dans la bataille et massacrés en masse au bord de l'Unstrut.
Le roi des Thuringiens périt dans des circonstances étranges, sa femme et ses enfants réussissent à s'échapper et se réfugient à Ravenne. Dans le butin ramené par Clotaire figure une toute jeune nièce d'Hermanfred, fille de Berthaire, qui est tirée au sort avec son frère, également nommé Hermanfred, entre Clotaire et Thierry. Le lot échoit à Clotaire qui l'épousera de force plus tard, avant qu'elle ne devienne sainte Radegonde.
L'arrière-plan véritable de ces évènements doit être recherché dans la mort de Théodoric survenue en 526 et dans l'effondrement de la puissance ostrogothique qui la suit aussitôt. Le prestige, la politique méthodique d'alliances entre peuples barbares et, le cas échéant, la force militaire de Théodoric a contenu l'expansion franque avant même la mort de Clovis. Mais le dynamisme mérovingien, bridé dans son élan, n'est pas anéanti. La mort du roi permet aussitôt à Childebert et à Clotaire d'achever la conquête du royaume burgonde et de l'annexer, comme elle leur permet, avec l'aide de Thibert, de reprendre les hostilités contre les Wisigoths. Elle permet aussi à Thierry de reprendre le rêve d'hégémonie sur les peuples de Germanie qui fut déjà celui de son père et que seuls les Carolingiens, bien plus tard, parvinrent à réaliser.
On retiendra qu'en 531, Thierry annexe la Thuringe. C'est la fin du royaume thuringien. Thierry s'allie avec un chef Saxon nommé Hadugat et après la victoire, les Saxons reçoivent une partie du territoire thuringien. 
Au Xe siècle, Widukind, le moine-chroniqueur Saxon qui nous a transmis certains récits traditionnels de son peuple, montre la longue résonance de ces évènements en Germanie. Widukind fait d'Amalaberge, épouse d'Hermanfred (Irminfridus), une fille de Clovis (Huga). Thierry (Thiadricus) vit en paix avec son beau-frère, mais Amalaberge parvient à les brouiller par l'intermédiaire de son complice Iring qui, à son instigation, conseille à Hermanfred de renvoyer un ambassadeur du roi franc avec un message injurieux. 
La guerre est inévitable. Thierry rencontre son adversaire en un lieu nommé Runibergun où la bataille dure trois jours. Hermenfred a le dessous mais parvient à s'échapper et s'enferme dans la ville de Scithingi sur l'Unstrut. Thierry s'allie alors avec les Saxons – ennemis des Thuringiens – qui lui fournissent 9 000 soldats. Le siège de Scithingi est rude : six mille Saxons sont tués au cours d'une sortie des assiégés, mais Hermanfred affaibli est tout de même contraint de négocier. Iring, par de belles paroles et à prix d'or, obtient la paix de Thierry et de son conseil. Mais les Saxons mis au courant sont outrés de cette trahison et, entraînés par le vieux chef Hathagatus, se jettent sur la ville qu'ils prennent d'assaut. Une fois de plus, Hermanfred n'a que le temps de s'enfuir. Thierry se ravise : il se réconcilie avec les vainqueurs, les déclare "amis des Francs" et leur abandonne les terres conquises. Il parvient aussi à acheter Iring. Celui-ci fait sortir Hermanfred de sa cachette et le conduit au camp de Thierry où il l'assassine sous les yeux du roi franc. Thierry, revenant sur sa parole, lui reproche aussitôt ce meurtre Iring, pris de remords, se jette sur Thierry lui-même, lui plonge son épée dans le corps et couvre son cadavre de celui d'Hermanfred. Puis il se fraie un chemin à coups d'épée à travers les Francs accourus et disparaît. Mais son souvenir est resté vivant, puisque du temps de Widukind encore, la Voie lactée s'appelle le « chemin d'Iring ».
Il fiança son fils Thibert à Wisigarde, une fille du roi des Lombards Waccho qui a joué un rôle capital dans la création d'un État lombard en Pannonie. Au nord, il marie sa fille Théodechilde au roi des Warnes, Herménégisèle.

## Thierry et l'Auvergne
En Auvergne, Thierry se heurte à l'irrédentisme aquitain ou, du moins, à l'illusoire désir d'indépendance d'une partie de l'aristocratie gallo-romaine.
L'affaire commence par un coup de force épiscopal. À une date difficile à déterminer, une contre-offensive gothe a repris au moins les cités de Rodez et d'Albi. Grégoire de Tours nous raconte les mésaventures de l'évêque Quintien, un africain exilé en Gaule à cause des Vandales et qui était devenu évêque de Rodez. Chassé de sa cité par le parti pro-wisigoth, il se réfugie à Clermont dont l'évêque paraît avoir été mis en place par les Burgondes alliés de Thierry. À la mort d'Euphraise en 515, le clergé l'élit pour son successeur, mais un complot ourdi par les femmes de la famille Apollinaire le renverse et installe à sa place l'ancien comte, Apollinaire de Clermont, fils de Sidoine Apollinaire, qui, quelques années plus tôt, s'est rallié à Alaric et lui est resté fidèle. Les Apollinaire, écartés du pouvoir, comptent évidemment sur le retour des Wisigoths.
C'est l'occasion d'une première intervention de Thierry, impossible à dater. Elle ne paraît pas avoir été trop brutale. C'est alors qu'il emmène en Austrasie un groupe d'otages gallo-romains dont il songe surtout à faire des fidèles et à les utiliser pour la rénovation de son royaume. Pour le reste, il se contente de rétablir Quintien, Apollinaire étant mort quelques mois après sa prise de l'évêché. L'Auvergne reste sous l'administration d'un comte, Hortensius, d'origine gallo-romaine et considéré comme un homme sûr.
La seconde affaire est plus rude. Le bruit court que Thierry, guerroyant en Thuringe, y a trouvé la mort, Arcadius, fils d'Apollinaire[réf. nécessaire], engage Childebert à prendre possession de l'Auvergne. Il est difficile de saisir les motifs d'Arcadius : comptait-il sur une alliance entre Francs et Wisigoths ou ne pensait-il, toute politique à part, qu'à ses intérêts matériels immédiats ? Toujours est-il que Childebert, ravi de l'aubaine, engage une campagne qui tourne au miracle, puis à sa déconfiture, le siège de Clermont étant désormais tenu par Gallus, fidèle de Thierry. On annonce son retour avant que la ville ne soit prise et Childebert, peu désireux d'en découdre avec son demi-frère, abandonne l'Auvergne pour conduire une expédition en Espagne.
À son retour, il essaye, avec Clotaire, d'entraîner Thierry dans la guerre contre les Burgondes. Celui-ci refuse. Marié à une fille de Sigismond, Thierry paraît être toujours resté fidèle à l'alliance burgonde de sa jeunesse.

Les Francs dépendant de lui l'encouragent à suivre ses « frères » en Bourgogne. Mais constatant que les Auvergnats lui sont infidèles, Thierry préfère leur promettre d'importants butins à condition de continuer à lui obéir.
Texte bien éclairant sur le chef de guerre (Heerkönig) que Thierry reste foncièrement pour les siens, malgré ses desseins politiques. La fidélité des Francs est foncièrement liée à sa capacité à conduire des expéditions riches en butin.
L'Auvergne est livrée à un pillage brutal. Tout le pays est dévasté, les principaux centres et vici investis : Thiers, Vollore, Chastel-Marlhac et même Brioude, la ville de saint Julien.
Thierry cherche à préserver l'avenir. Il épargne Clermont et interdit de s'attaquer à qui que soit dans un rayon de huit milles autour de la ville ; de même, il établit une zone de sept milles autour de Brioude. Ces lieux protégés – et sans doute d'autres – ont dû servir de refuges aux populations pour échapper aux massacres et à la captivité L'Auvergne n'a jusque-là pas connu une véritable invasion barbare. À partir de ce moment, juge Michel Rouche, la noblesse gallo-romaine, suivie par une bonne partie de la population, considère les Francs comme des ennemis.
La mère et la tante d'Arcadius sont arrêtées à Cahors et condamnées à l'exil ; leurs biens sont confisqués. Quant à Arcadius lui-même, il parvient à se réfugier à Bourges – qui appartient à Childebert ; plus tard, il devient évêque de la cité et finit même par être honoré sous le nom de saint Arcade. Le comte Hortensius est remplacé par Sigivald, un parent du roi, avec le titre de duc. Celui-ci installe un dénommé Lytigius au gouvernement de Clermont.
Un certain Mundéric, qui se prétend parent du roi, entraîne le peuple et rassemble une armée afin d'établir un royaume. L'apprenant, Thierry tente de se débarrasser de lui sans succès. Mundéric et ses alliés se réfugient alors dans le château de Vitry où Thierry met le siège. Résolu d'en finir, il envoie un émissaire nommé Arégisèle auprès de Mundéric pour qu'il le fasse sortir et l'assassine après lui avoir prêté serment de fidélité. Arégisèle s'exécute et tente de convaincre Mundéric de sortir, s'il veut sauver sa vie, avant de succomber à la faim. Soupçonneux et acculé, Mundéric accepte, espérant avoir la vie sauve. Tous deux quittent le château et à peine sortis, des hommes de la garde d'Arégisèle se ruent sur le captif. Comprenant qu'il est tombé dans un piège, Mundéric transperce Arégisèle de sa lance et combat avec ses fidèles jusqu'à sa mort où ses biens furent ajoutés au fisc (terre, forêt ou mine appartenant à la couronne).
Thierry décide alors de se débarrasser de Sigivald, pour une raison inconnue. Il le convoque et le fait égorger, puis envoie secrètement à Thibert, une lettre ayant pour consigne d'assassiner Giwald, fils de Sigivald, qui s'est réfugié à Arles. Or Thibert est son parrain. Se refusant à exécuter l'ordre de son père, il lui donne à lire la lettre que Thierry a envoyée et lui conseille de fuir pour ne revenir qu'après la mort de celui-ci.

## La mort du roi
La mort de Thierry survient en 534, à l'âge de 50 ans[citation nécessaire], dans la vingt-troisième année de son règne. Alors que son fils Thibert fait le siège d'Arles : Or les Goths ont alors envahi la ville d’Arles dont Thibert garde des otages. C’est dans cette ville que Giwald se réfugie. Mais s’y voyant peu à l’abri, il gagne le Latium et c’est là qu’il se cache. Pendant ces événements, on annonce à Thibert que son père est gravement malade et que s’il ne se hâte pas de se rendre auprès de lui pour le trouver vivant, il sera mis à l’écart par ses oncles et ne pourra plus désormais rentrer dans le pays. En entendant cela, il se dirige là-bas, ayant laissé en Auvergne Déoteria et sa fille. Après son départ et peu de jours après, Thierry décède dans la vingt-troisième année de son règne. Ses oncles, Childebert et Clotaire, veulent s'approprier son royaume et Thibert doit les combler par des dons. Les leudes de Thibert le soutiennent et le font monter sur le trône. Il rappelle alors Deutérie et sa fille d'Auvergne et se marie avec elle.

## Sa famille
D'après Grégoire de Tours, Thierry épouse une princesse burgonde, fille du roi Sigismond, qu'il ne nomme pas mais que l'on identifie communément à une certaine Suavegotha regina (Suavegothe) citée par ailleurs avec sa fille Theodechildis (Théodechilde, « Theut-hild »). 
La mention de ce mariage royal dans le récit chronologique de Grégoire de Tours nous permet de le situer après l'année 507. Or Thibert, fils aîné de Thierry, étant décrit comme un jeune garçon dès 511, on en déduit l'existence d'au moins une autre épouse que Suavegotha (de second rang ou non).
Hermegiscle, roi des Warnes, demande avant sa mort à son fils Rudiger d'épouser Théodechilde, fille de Thierry. Mais Rudiger est fiancé à une fille du roi des Angles. Cette dernière ne voulant pas être évincée, elle combat l'armée de Rudiger, et, après sa victoire, elle l'oblige à répudier Théodechilde. Celle-ci doit repartir en Gaule où, célibataire, elle meurt à un âge avancé. Thierry profita alors de l'occasion pour soumettre les Warnes.